# Джойс (альбом)
Джойс (также Joyce) — альбом Леонида Фёдорова, Анри Волохонского и Владимира Волкова, вышедший в 2004 году на лейбле Ulitka Records.
В качестве литературной основы взят перевод «Поминок по Финнегану» ирландского писателя-модерниста Джеймса Джойса, осуществлённый Анри Волохонским, ко времени создания альбома ещё незавершённый. Новый перевод получил название «Уэйк Финнеганов». При этом сам Волохонский сознательно избегает термина «перевод» и называет своё творение «переложением».
По воспоминаниям Леонида Фёдорова «Джойса мы записали за пять дней, потом я его стер благополучно, пришлось записывать заново». Альбом официально вышел 27 февраля 2004 года одновременно с альбомом «Горы и реки».

## Список композиций
Текст Анри Волохонского, музыка Леонида Фёдорова и Владимира Волкова
- Part 1 — 10:13
- Part 2 — 10:49
- Part 3 — 8:52
- Part 4 — 16:14
- Part 5 — 11:48
- Part 6 — 3:34

## Участники
- Анри Волохонский — художественное чтение
- Леонид Фёдоров — музыкальное сопровождение
- Владимир Волков — музыкальное сопровождение
- Графика на обложке: Сергей Волков
- Дизайн: Александр Менус